# William Collins (sport)
Pour les articles homonymes, voir William Collins et Collins.
William Edward Collins, né le 14 octobre 1853 à Munger en Inde et mort le 11 août 1934 à Wellington en Nouvelle-Zélande, est un joueur anglais de rugby à XV et de cricket. Il dispute cinq rencontres avec l'équipe d'Angleterre de rugby à XV entre 1874 et 1876.

## Biographie
William Collins honore sa première cape internationale en équipe d'Angleterre au poste de demi d'ouverture à l'occasion de la quatrième rencontre internationale de l'équipe d'Angleterre de rugby à XV, qui a lieu contre l'Écosse le 23 février 1874. Ce n'est pas seulement le quatrième match de l'Angleterre, mais également la quatrième rencontre internationale jamais disputée. William Collins joue à trois reprises contre l'Écosse et deux fois en 1875 contre l'Irlande. 
William Collins émigre en Nouvelle-Zélande en 1878 et devient un homme politique. Il participe aussi à des rencontres de first-class cricket, principalement avec Wellington dans les années 1880. Auparavant, il joue au cricket pour Cheltenham college, avec lequel il a rencontré des équipes conduites par W. G. Grace. AEJ Collins est son neveu, alors que son fils David Collins participe aussi à plus de cinquante rencontres de first-class cricket et son frère John Collins à six.

## Statistiques

### En rugby à XV
- 5 sélections en équipe d'Angleterre
- 1 essai
- Sélections par année : 1 en 1874, 3 en 1875, 1 en 1876